# Rasmus Olsen
Rasmus Olsen (* 30. Mai 1980) ist ein dänischer Eishockeyspieler, der seit 2006 bei AaB Ishockey in der dänischen AL-Bank Ligaen unter Vertrag steht. Sein Bruder Michel Olsen war ebenfalls ein professioneller Eishockeyspieler.   

## Karriere
Rasmus Olsen begann seine Karriere als Eishockeyspieler bei den Herlev Eagles, für die er von 1996 bis 1998 in der 1. Division aktiv war. Anschließend wechselte er zum IC Gentofte, für den er in der Saison 1998/99 in der AL-Bank Ligaen in 34 Spielen insgesamt neun Scorerpunkte, darunter fünf Tore, erzielte. Nach nur einem Jahr kehrte der Angreifer nach Herlev zurück, die mittlerweile ebenfalls erstklassig spielten. In Herlev blieb der Linksschütze insgesamt sieben Spielzeiten lang, ehe er im Sommer 2006 zu AaB Ishockey wechselte, für das er seither spielt und mit dem er in der Saison 2006/07 Dänischer Vizemeister sowie dänischer Pokalsieger wurde.

### International
Für Dänemark nahm Olsen an den Weltmeisterschaften 2007, 2008 und 2009 teil. Des Weiteren stand er im Aufgebot seines Landes bei der Qualifikation zu den Olympischen Winterspielen 2010 in Vancouver, in der er in drei Spielen ein Tor erzielte.

## Erfolge und Auszeichnungen
- 2007 Dänischer Vizemeister mit AaB Ishockey
- 2007 Dänischer Pokalsieger mit AaB Ishockey

## AL-Bank Ligaen-Statistik
(Stand: Ende der Saison 2011/12)